# Malasia en los Juegos Olímpicos de Pekín 2022
Malasia estuvo representada en los Juegos Olímpicos de Pekín 2022 por dos deportistas, un hombre y una mujer, que compitieron en esquí alpino.
Los portadores de la bandera en la ceremonia de apertura fueron los esquiadores alpinos Jeffrey Webb y Aruwin Salehhuddin. El equipo olímpico malasio no obtuvo ninguna medalla en estos Juegos.